# LOOKING FOR (Drop'sのアルバム)
LOOKING FOR（ルッキング フォー）はDrop'sのインディーズ2枚目のミニ・アルバム。2013年3月6日にカムイレコードから発売された。

## 解説
- メンバーが19歳の頃に制作された2ndﾐニアルバム。
- ロック特有の初期衝動、ブルージーな芳香、そしてボーカルを一発録りしたというライヴ感を合わせ持つ作品。
- 『赤い花」は、ボーカルの中野ミホが“好きなようにやれば良いよ”っていう気分になれたときの気持ちを書いてみたもの。その”赤い花”は、中野の家のベランダにそのとき植えていたもので、CDのケースを空けて、盤を取り出したときに見ることができる[1]。

## 収録曲
| CD       |                    |                      |          |      |
| トラック | タイトル           | クレジット           | 再生時間 | 備考 |
| 01       | くだらないブルース | 作詞・作曲：中野ミホ | 3:25     |      |
| 02       | トラッシュ・アウト | 作詞・作曲：中野ミホ | 3:28     |      |
| 03       | 夜の迷路           | 作詞・作曲：中野ミホ | 4:24     |      |
| 04       | 真夜中の時限爆弾   | 作詞・作曲：中野ミホ | 3:46     |      |
| 05       | 黒いシャツ         | 作詞・作曲：中野ミホ | 3:02     |      |
| 06       | 赤い花             | 作詞・作曲：中野ミホ | 7:13     |      |